# Sōgō shōsha
 (mars 2010).
Si vous disposez d'ouvrages ou d'articles de référence ou si vous connaissez des sites web de qualité traitant du thème abordé ici, merci de compléter l'article en donnant les références utiles à sa vérifiabilité et en les liant à la section « Notes et références ».
Au Japon, les sōgō shōsha (総合商社) sont des maisons de commerce qui servent d'intermédiaire dans les échanges commerciaux.

## Origine
Au départ, les shōsha étaient des sociétés de commerce ou maisons de négoce. Puis les activités  de ces groupes se sont diversifiées, et certaines sont devenues des sociétés de commerce général (sōgō). La plupart ont commencé dans un secteur industriel donné (métallurgie ou textiles, mais aussi automobile), puis ont progressivement diversifié leurs activités (vers la finance, pour le cas de Sumitomo, par exemple).
Les sōgō-shōsha sont peu nombreuses, une vingtaine, et les principaux groupes japonais, les keiretsu, possèdent leurs propres sōgō-shōsha. Les sept plus grandes sōgō shōsha sont ainsi :
- Mitsubishi Corporation (Mitsubishi),
- Mitsui & Co. (Mitsui),
- Itochu (Daiichi Kangyo (en)),
- Sumitomo Corporation (Sumitomo),
- Marubeni (Fuyo (en)),
- Toyota Tsusho (Toyota),
- et Sojitz (Sanwa (en)).

## Leur rôle
Les plus grandes représentent les keiretsu auxquelles elles sont intégrées. Elles aident aussi les petites et moyennes entreprises à pénétrer les marchés internationaux grâce à une organisation de type holding. Elles couvrent plus de 50 % des exportations et importent plus de 65 % des produits achetés par les Japonais de l'étranger, elles connaissent parfaitement les marchés extérieurs. Elles combinent de multiples actions et prennent en charge le transport, l'entreposage, la distribution, la publicité, le recrutement et la formation de la main-d'œuvre, la création de filiales ou bien encore la gestion des risques. Par exemple, la sōgō shōsha de Mitsubishi gère 25 000 produits différents.
Elles sont proches du Ministère japonais de l'Économie, du Commerce et de l'Industrie. Selon Mitchell Deutsch, le concept de sōgō shōsha recouvre une réalité plus grande : c'est l'idée vulgarisée d'« entreprise Japon », un peu à l'image de certaines institutions françaises censées centraliser des données fondamentales issues du terrain par le canal des entreprises. Elles sont censées faire remonter l'information potentielle au service d'une entité plus grande capable de la traiter, comme le Jetro. Le consulat américain résume la situation en évoquant l'idée de deux trains sur des voies parallèles : on tient le même discours, dit-il, mais « les voies ne se rencontrent jamais »[pas clair].
Actuellement, face à la concurrence des entreprises chinoises mais aussi des Quatre Dragons (Hong Kong, Taïwan, Corée du Sud, Singapour) et de l'Inde, ces conglomérats ont perdu près de quarante points de pourcentage dans les exportations et les importations depuis vingt ans.
Du fait de leur organisation particulière, tout comme les keiretsu, les sōgō shōsha sont à l'origine de l'emploi à vie et de l'avancement à l'ancienneté mis en place au Japon qui sont actuellement remis en cause du fait de la crise des années 1990.
On trouve également des shōsha spécialisées appelées senmon shōsha (専門商社).